# Bongerdbrug
De Bongerdbrug is een klapbrug in Amsterdam-Noord.
Begin 21e eeuw werd het industrieterrein en volkstuinencomplex De Bongerd omgebouwd tot een woonwijk. Om deze nieuwe woonwijk een verbinding te geven met het “oude” deel van Amsterdam-noord en haar fietsroutes werden er over Zijkanaal I een aantal bruggen gelegd, zoals de Kadoelenbrug en Theo Fransmanbrug. Nadat in de winter van 2017 begonnen werd met de voorbereidende werkzaamheden voor de Bongerdbrug werden in september 2018 de per schip aangevoerde diverse brugdelen op hun plaats gehangen. Op 12 december 2018 kon dan de centraal gelegen brug geopend worden, die ontworpen is door FKG Architecten uit Zaandam. De brug heeft twee verschillende types landhoofden. De oostelijke ligt op een oude dijk (Waterlandse Zeedijk) tussen de woonboten; de westelijke bestaat uit een pijler die in buitendijks grond. Het brugval wordt hydraulisch aangedreven. De twee in het water staande pijlers worden bescherm door remmingswerk.
Ten noordoosten van de brug staat aan de kade een oude hijskraan met de naam "Het paard van noord" aan de kade.

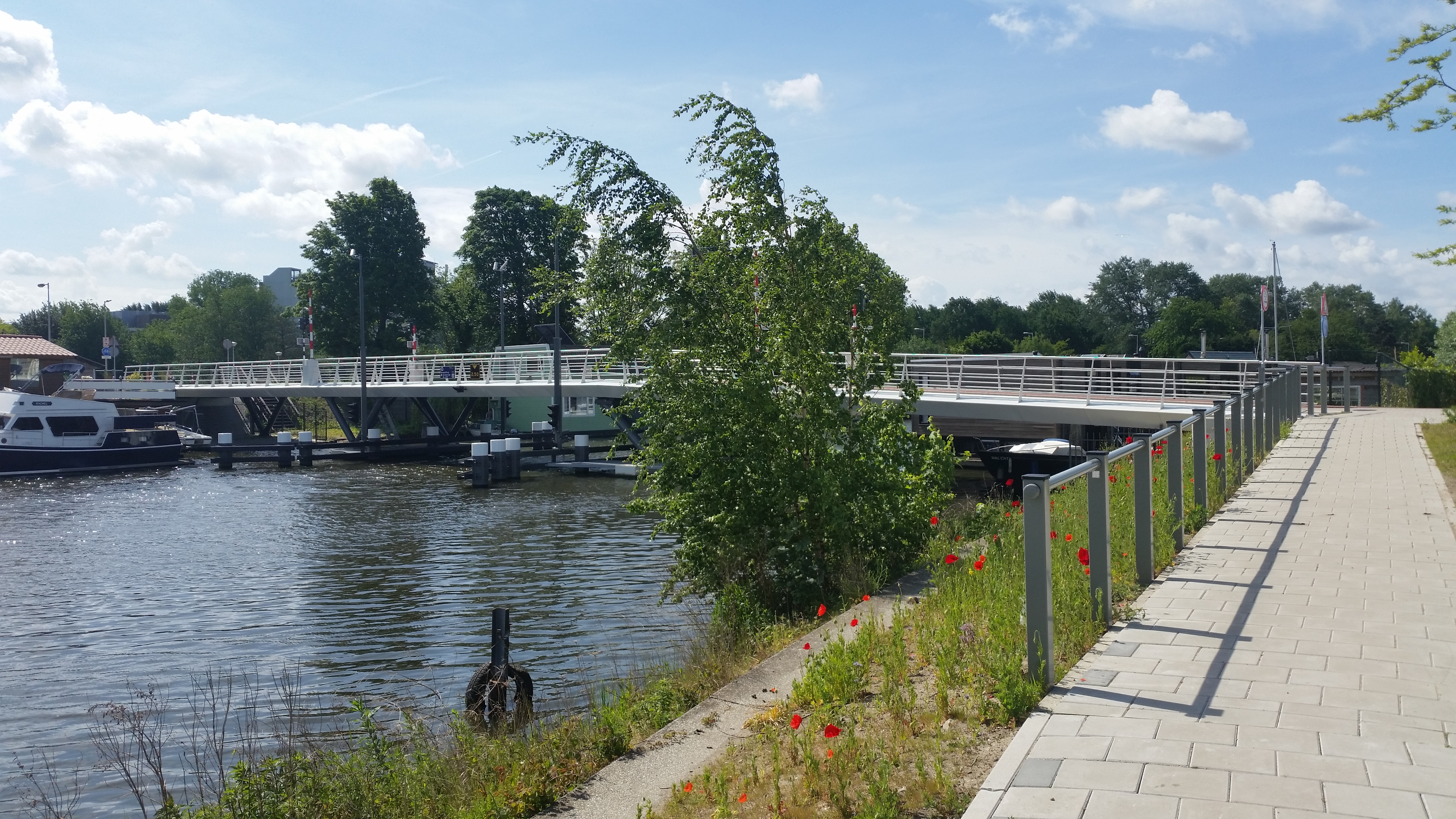
Bongerdbrug, zijaanzicht (mei 2019)